# Jordanita budensis
Jordanita budensis là một loài bướm đêm thuộc họ Zygaenidae. Nó được tìm thấy ở ở các quần thể đứt đoạn ở miền trung Tây Ban Nha, miền nam Pháp, Ý, miền đông Áo, Hungary, bán đảo Balkan, Hy Lạp, Ukraina, Krym, phần thuộc châu Âu của miền nam Nga, Kavkaz, Nam Kavkaz, Thổ Nhĩ Kỳ, miền nam Siberia, Mông Cổ và vùng Amur.
Chiều dài cánh trước là 12,5-15,5 mm đối với con đực và 8–11 mm đối với con cái. Con trưởng thành bay vào ban ngày.
Ấu trùng ăn các loài Centaurea paniculata ở miền tây châu Âu, Centaurea triumfetti ở miền trung châu Âu và Achillea setacea trên Crimea. Chúng ăn lá nơi chúng làm tổ. Chúng có đầu đen và thân nâu hơi vàng với các sọc đỏ-tím. Quá trình nhộng hóa diễn ra trong lớp kén mỏng dưới mặt đất.